# Ancara rubriviridis
Ancara rubriviridis är en fjärilsart som beskrevs av W. Warren 1911. Ancara rubriviridis ingår i släktet Ancara och familjen nattflyn. Inga underarter finns listade i Catalogue of Life.